# Wijerd Jelckama

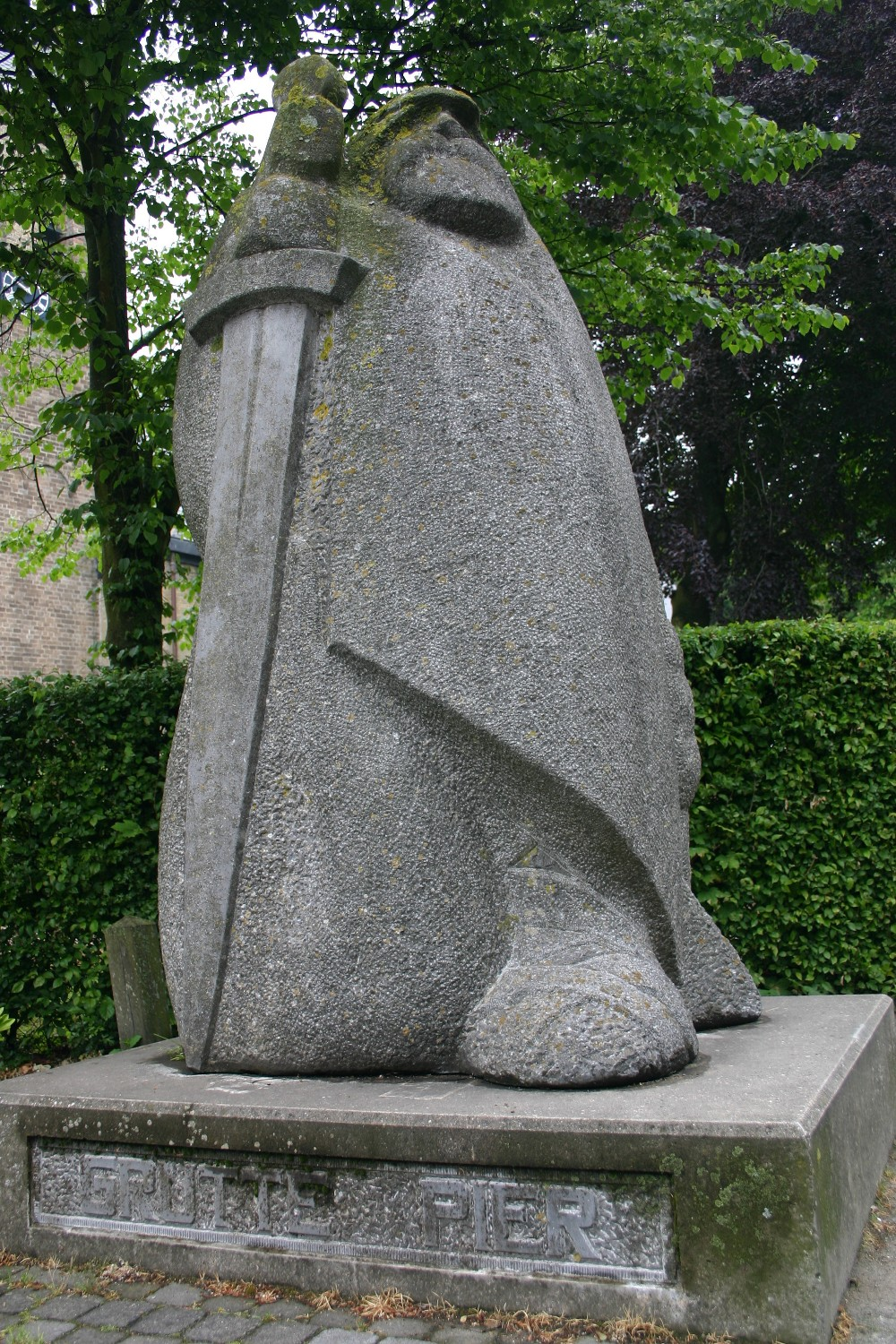
Estátua de Pier Gerlofs Donia, suposto tio a quem Wijerd Jelckama sucedeu como líder.

Wijerd Jelckama (alternativamente escrito Wierd e Wijard  (c. 1490 - 1523), apelidado groote Wierd, foi um guerreiro frísio, comandante militar e membro do Arumer Zwarte Hoop ("Bando Negro de Arum"). Era o sobrinho de Pier Gerlofs Donia (também conhecido como Grutte Pier) e lutou ao seu lado contra os invasores saxões e holandeses. Jelckama assumiu o posto do tio como combatente da liberdade após a morte dele, em 1520. O autor Wopke Eekhoff descreveu Jelckama como sendo tão robusto quanto o gigante Donia, este com, supostamente, 2 metros e 15 centímetros de altura, no mínimo, e forte o bastante para levantar um cavalo de 450 quilos por sobre a cabeça.
Grutte Pier e Wijerd lutaram contra os guerreiros da Baixa Saxônia que ocuparam a Frísia. Eles lideraram as forças que capturaram Medemblik e sitiaram o castelo de Midelburgo. Participou também de batalhas ao mar, inclusive uma na qual seu tio capturou 28 navios dos Países Baixos e ficou conhecido como "Cruz dos holandeses".
Além da porção de terra ocupada pelos saxões, partes da Frísia foram conquistadas pela Dinamarca, Holanda e ducados locais. O objetivo de Donia e Jelckama era livrar a Frísia da dominação estrangeira e conseguir a independência. Eles obtiveram algum sucesso, mas foram perdendo batalhas após a saúde de Donia ter piorado, em 1519. Com a morte dele, em 1520, Jelckama assumiu o comando dos rebeldes frísios e continuou a lutar, desta vez contra os Burgúndios. No entanto, foi menos bem-sucedido do que seu tio e acabou derrotado e posteriormente decapitado, em 1523, junto com as forças frísias e guéldrias remanescentes. A execução aconteceu publicamente em Leeuwarden e exigiu quatro golpes do executor para remover a cabeça de Jelckama de seu pescoço extremamente grosso.